# 782 هـ
782 هـ هي سنة في التقويم الهجري امتدت مقابلةً في التقويم الميلادي بين سنتي 1380 و1381.

## مواليد
- ابن زاغو التلمساني

## وفيات
- ابن السلار الشافعي